# Szentgotthárd
Szentgotthárd (szlovénül: Monošter, németül: St. Gotthard, vendül: Varaš - mely történetesen „város” jelentéssel is bír) a legnyugatabbra fekvő város Magyarországon. Vas vármegyében található, a Szentgotthárdi járás központja, 1983-ban kapott városi rangot.

## Fekvése

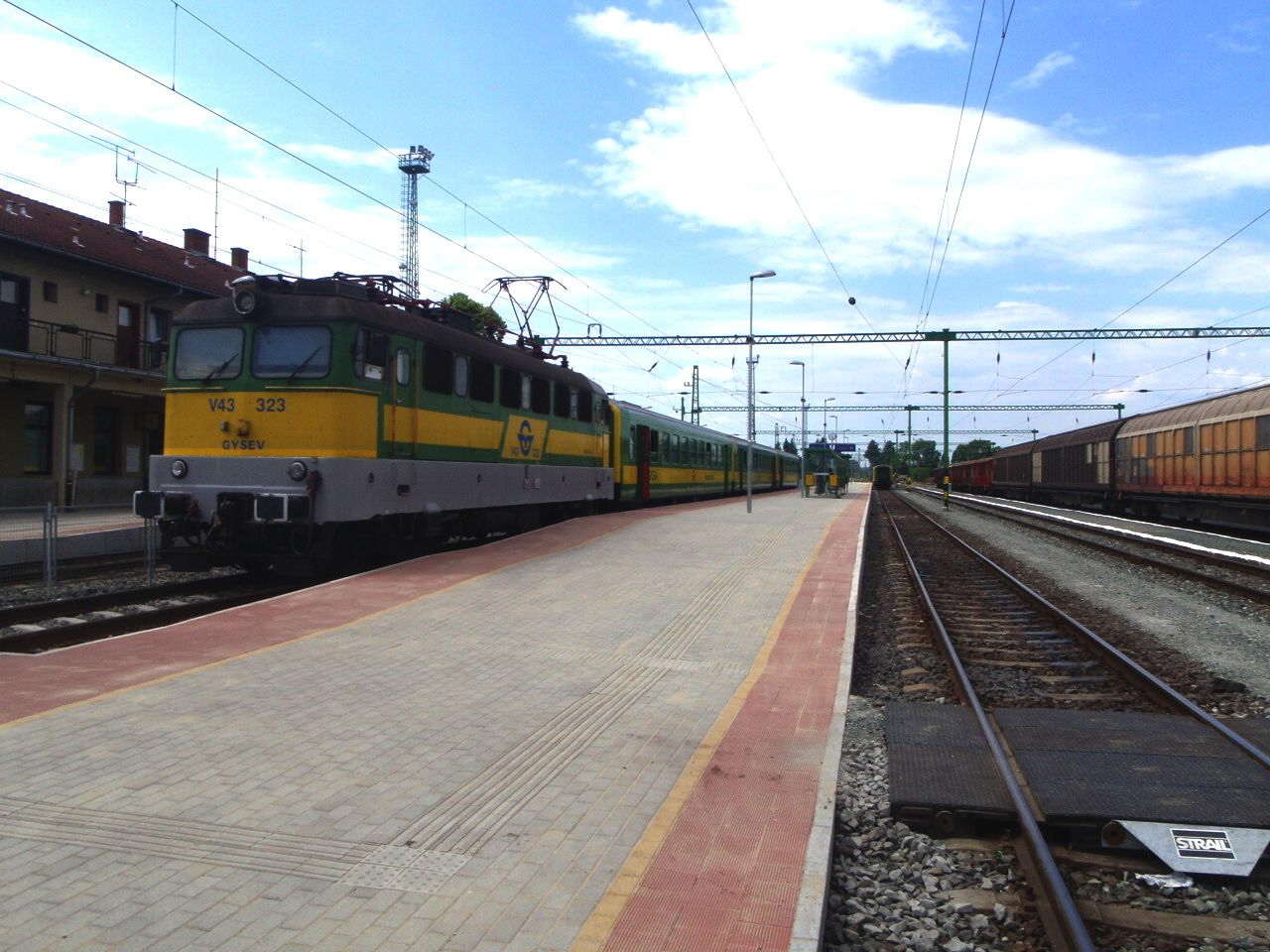
A város vasútállomása a Szombathely-Szentgotthárd-Graz-vasútvonalon

Közvetlenül az osztrák határ mentén, a szlovén határ közelében a vármegye délnyugati csücskében, a Rába és a Lapincs összefolyásánál fekszik, Fölöstömtől (Fürstenfeld) 23 kilométerre keletre. Az Alpok keleti nyúlványainak közelsége miatt a klímája szubalpin jellegű. A schengeni egyezményhez történt csatlakozásig közúti határállomás és vasúti határátkelő. Jelenleg Szentgotthárd a magyarországi szlovén nemzetiség központja. A városban Szlovénia konzulátust működtet.
A három nemzet kultúráját, hagyományait és lakóit egyesítő település a magyar–osztrák–szlovén hármashatár közelében helyezkedik el. A várost délről az Őrségi Nemzeti Park határolja. A kommunista „vasfüggöny” évtizedeken keresztül elzárta a várost és a térséget az ide látogatni kívánók elől, de ez az elzártság pozitív hozadékkal is járt, amennyiben segített érintetlenül megőrizni a természet szépségeit.
A Rába völgye, a Hársas-tó, a Vendvidék, az őrségi erdők, a csak itt látható, jellegzetes szórványtelepülések egyre több vendéget vonzanak a városba és környékére.

Szentgotthárd panorámája dél felől

Közvetlenül a város mellett halad el a 8-as főút; áthalad a város központján a 7454-es út, itt ér véget utóbbiba délről beletorkollva a 7458-as, és itt indul, a 7454-esből Rábafüzes felé kiágazva a 7459-es út. A 7454-es máriaújfalui szakaszába betorkollva ér véget a 7455-ös út; utóbbiból Orfalu és Apátistvánfalva felé vezetnek a 7456-os és 7457-es utak.
Vasúton a város a 21-es vonalon közelíthető meg, amely a Szombathely–Graz irányú kapcsolatot biztosítja; az itteni vasútállomás az ország legnyugatibb vasúti állomása, melytől nem messze van az autóbusz-állomás. A legközelebbi nemzetközi repülőtér Graz-ban található.

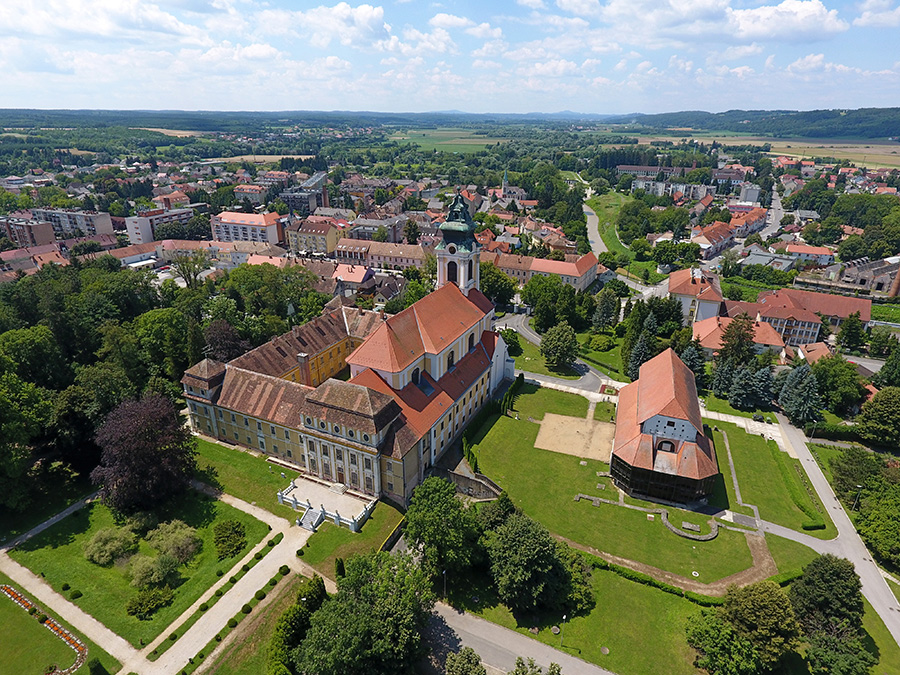
Ciszterci apátság légi fotón (Szentgotthárd)

Fényes Elek így ír a fekvéséről:
Szent-Gothárd, német mv., Vas vmegyében, a Rába jobb partján, Szombathelytől 6, a stájer szélektől 2 órányi távolságra, igen gyönyörű vidéken. Számlál 790 kath., 10 evang. lakost, kik többnyire mesteremberek és kereskedők. Van itt egy nagy vendégfogadó, gyógyszertár, csinos városház, válogatott urasági tehenészet. Hétfőn tartott hetivására felette népes, főkép gabonára, sertésre és marhára nézve; ezen kivül tart még 8 országos vásárt.

## Története
Forrásmunkákból megállapítható, hogy Szentgotthárd már az ősidőkben is lakott hely volt, felszíne, éghajlata, növényzete, talaja biztosította a megélhetést az ősközösségben élő emberek számára is. A kő-, réz- és bronzkorból nincsenek leletek.

### A ciszterciek kora
Szentgotthárd írásos története tulajdonképpen a ciszterci rendnek Szentgotthárdon való megtelepülésével kezdődik. Alapjait a Rába jobb partján levő teraszon rakták le. I. István egyházszervező munkája eredményeként még ez a gyéren lakott vidék is a római katolikus egyház része lett: a távoli bajorországi, Passaui egyházmegyéhez tartozott.
A város és az apátság a nevét Hildesheimi Szent Gotthárdról (másként: Hildesheimi Szent Godehard), a 11. században élt bajorországi bencés apátról, illetőleg püspökről kapta, akit 1131-ben avattak szentté, és aki abban az időben szintén a bajorországi Passaui egyházmegye területén élt. Személyét már életében is nagy tisztelet és csodálat övezte. Hittérítő papok (bencések) hozták magukkal Szent Gotthárd tiszteletét és kultuszát erre a vidékre is. Így lett száz évvel később, a 12. század elején a helyi plébániatemplom védőszentje, és az ő nevét vette fel a templomhoz tartozó akkori falu is.
A település története összefügg a ciszterci rend és apátság alapításával. A forrásmunkák szerint 1183-ban III. Béla király 275 km² területet adományozott a Trois Fontaines-i ciszterci apátságból érkezett szerzeteseknek azzal a céllal, hogy az ország eme területe is bekapcsolódjék a művelődésbe (lásd: Zirc város történetét).

### A város nevének eredete

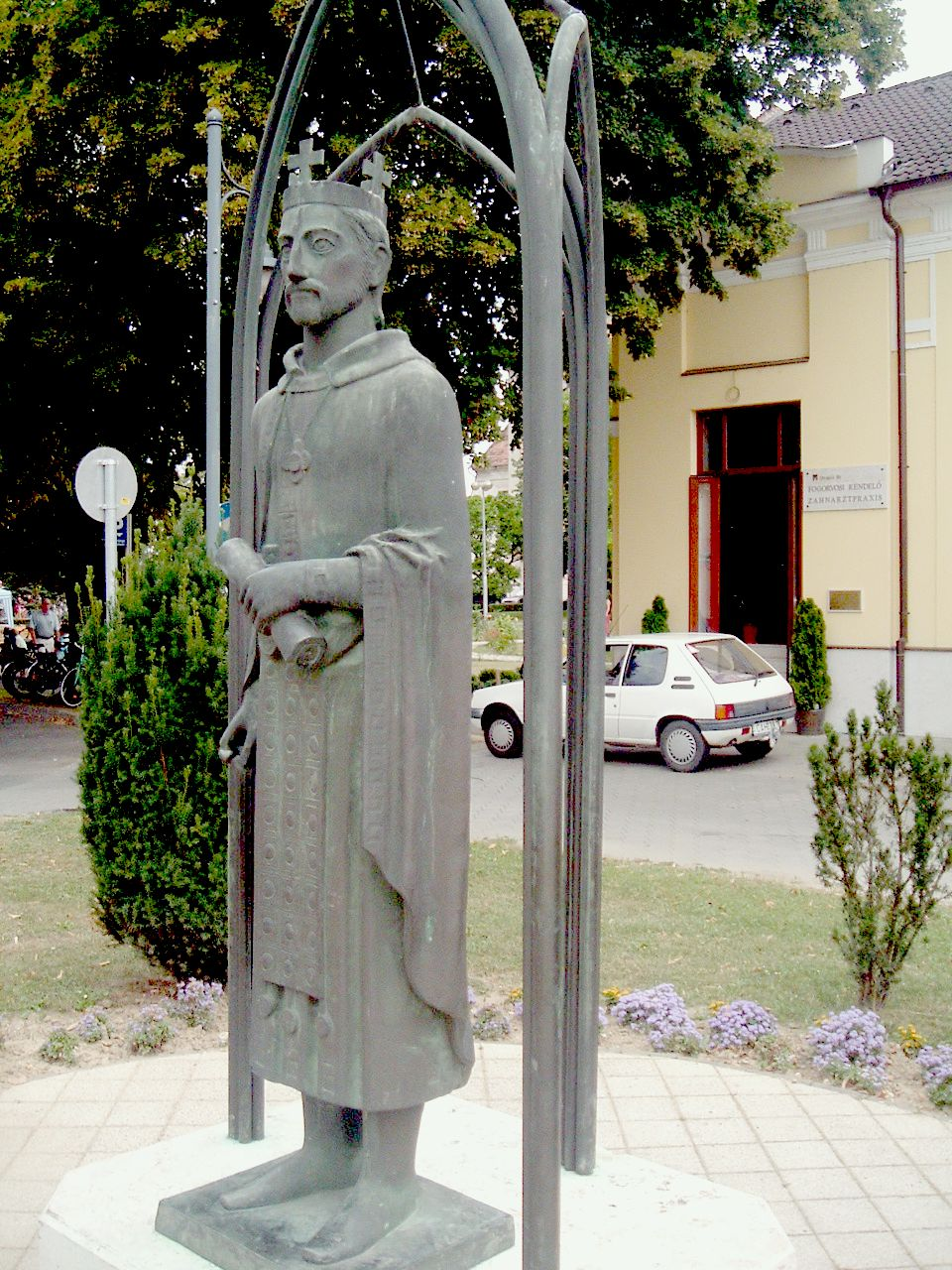
A városalapító III. Béla király szobra a főtéren

A város nevének eredete nem állapítható meg teljes bizonyossággal, ezzel kapcsolatban két lehetséges feltevés létezik.
Az 1938-ban Szent Gotthárd püspök halálának 900. jubileumán kiadott emlékfüzet erről így ír:
Hogy a város és az apátság nevét, illetőleg címét Szent Gotthárd hildesheimi püspök nevétől nyerte, minden kétségen felül áll. Dehát kitől, vagy kiktől és mily időből származik az elnevezés? És hogyan viselheti egy ciszterci apátság címében a bencés apátnak, Szentgotthárd magyar nagyközség pedig egy bajor szentnek a nevét? — Kérdések, melyeket nem a puszta kíváncsiság, hanem a látszólagos ellentmondásokat tényekkel és igazsággal feloldó történetkritika vet fel. A legújabb időkig bizonytalanság és homály fedte e fontos kérdéseket, ma azonban Schwartz Elemér dr. ciszt. r. egyet, tanár kutatásai a következő megoldást valószínűsítik:

1157-ben Wolferus lovag Németújváron (Güssing) bencés monostort alapított, amelyet Pannonhalmáról hívott szerzetesekkel népesített be. Különleges hivatásuk az volt a szerzeteseknek, hogy a vidéken szétszórtan élő telepesek lelki gondozását ellássák. A monostor birtokai nem alkottak összefüggő területet, hanem meglehetősen széles és tág körben helyezkedtek el. Ennek folytán missziós tevékenységüknek távolabbi vidékre is ki kellett terjednie.
A lelkipásztorkodásnak legalkalmasabb és nélkülözhetetlen eszköze az Isten háza, a templom. A németújvári bencések tehát a birtokaikon szétszórtan élő telepesek számára kisebb-nagyobb templomokat, kápolnákat emeltek. Ez annál valószínűbb, mert Szent István királyunk rendelete is úgy intézkedett, hogy minden tíz községnek vagy nagyobb telepcsoportnak legyen lehetőleg központi temploma. A jelenlegi Szentgotthárd is ilyen központ lehetett a Rába és Lapincs összefolyásánál, azért a bencések alkalmasnak találták arra, hogy temploma a környék híveit összefogja és egybegyűjtse. Tehát templomot építenek. Mivel azonban a katolikus Egyház ősi szokása szerint minden templomot valamely szentnek oltalma, ú.n. patrociniuma — ez a templom búcsúja — alá kellett helyezni, a bencéseknek önként kínálkozott Gotthárd, az alig pár évtizeddel előbb (1131-ben) szentté avatott bencés apát és püspök. Hisz minden szerzetesrend a saját szentjeit igyekszik népszerűsíteni, Szent Gotthárd tisztelete pedig éppen a 12. század közepén élte virágkorát.
Hogy a templom körül volt-e már ebben az időben község vagy nagyobb település, pontosan megállapítani nem lehet, de annyi bizonyos, hogy ha később tömörült is a szétszórtan élő lakosság a templom körül községgé, ez a község a templomtól, illetőleg védőszentjétől vette nevét.

A németújvári bencések ily módon mind a templomnak, mind a községnek már eldöntötték a nevét, amidőn a 12. század vége felé a ciszterciek itt letelepedtek.
Ugyanott egy másik eredet:
Más vélemény, mely szintén tudományos érvekre építi elgondolását, nem fogadja el a rövid életű németújvári bencések szerepét Szentgotthárd és a ciszterci apátság névadásában. E szerint az 1184-ben megtelepedő ciszterciek hozzák magukkal Szent Gotthárd tiszteletét és keresztelik el nevéről a monostor körül keletkező helységet. E mellett szól a ciszterci hagyomány, hogy rendszerint csak olyan helyekre mennek, ahol a kultúra megteremtése reájuk vár, azért előszeretettel vad, zord vidékeken, mocsaras helyeken, őserdők sűrűjében, folyók mellett építik egyszerű otthonukat. Másrészt történeti tények bőségesen igazolják, hogy Szent Gotthárd nemcsak a 12. századnak volt kedvelt szentje, de a ciszterciek is szívük trónjára emelték és tiszteletét hatáskörükben buzgón terjesztették. Nevéről monostorokat, vendégházakat és hegyet neveznek el, Említettük már, hogy Szent Bernát clairvauxi apát II. Ince pápa kíséretében személyesen részt vett a reimsi zsinaton, amelyen Szent Gotthárd püspököt a szentek sorába iktatták. Trois Fontaines pedig, ahonnét a szentgotthárdi apátság benépesül, a clairvauxi apátságnak első hajtása volt. Ez a körülmény is valószínűvé teszi, hogy Franciaországból magyar földbe átültetett ciszterciek hozzák magukkal a szent püspök tiszteletét és lesznek az Ő oltalma alatt nemcsak a szentgotthárdi apátság imádságos és munkás szerzetesei, hanem alapítói, névadói, tanítói és lelkipásztorai Szentgotthárd városának, amelynek története, fejlődése és virágzása szorosan összefonódik — immár 750 éven át — az apátság történetével.

### Jelentősebb történelmi események

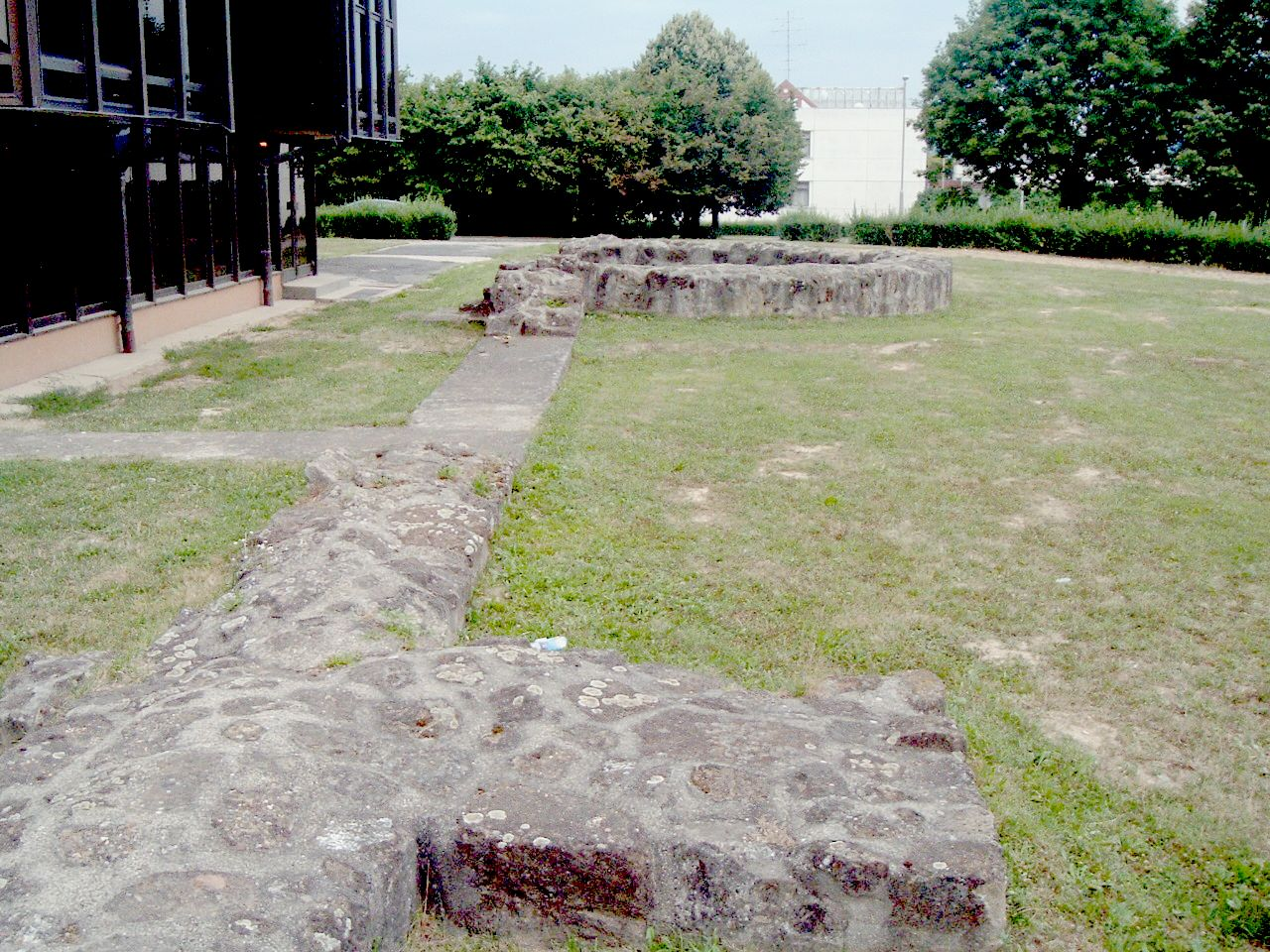
Az első apátsági templom romjai a színház épülete mögött

Szentgotthárd, azaz az apátsági major építése 1187-tel vette kezdetét.
A város magja tehát egyrészt a Rába völgyében, a másik pedig a Zsida-patak mentén jött létre, melyhez Kethely is társult.
A nép kezdetben a falut Gotthónak nevezte, és ekkor már létezett Kedhely (később Rábakethely) is. A neve arra utal, hogy keddi napokon tartották itt a vásárt. Létezett már a mai Zsida is, az egykori „Zsidófalva”, ahol is zsidók éltek és kereskedelemmel foglalkoztak.
A szerzetesek a földműveléshez szláv parasztokat telepítettek be a mai Szlovénia és Horvátország területéről, elsődlegesen a Szentgotthárdtól nyugatra elhelyezkedő vidékre, mely nagyon gyéren lakott volt akkoriban.
A majorokban megindult a feudális gazdálkodás. Eddig érintetlen területeket vontak be a termelésbe, meghonosították az ipart, megtanították a lakosságot a kereskedelemre. A 14. század közepén a szentgotthárdi jobbágyközségek népesek voltak, jómódban éltek, állattenyésztésük virágzó volt.
1350-től kezdve a község a monostorral együtt hanyatlásnak indult. 1391-ben Zsigmond király a szentgotthárdi apátságot a Széchy családnak adományozta, és három évszázadon át ez a család birtokolta.
1528-ban, a mohácsi csata után I. Ferdinánd Serédy Gáspárt nevezte ki szentgotthárdi apátnak. A Széchy család nem engedte be a birtokra a kinevezett apátot, ez később fegyveres harcra adott okot.
Az 1556-os források a települést vízzárókkal körülvett erődítményként említik. A későbbi időkben sokszor cserélt gazdát. 1604-ben például stájer csapatok foglalták el Wolfgang von Tieffenbach zsoldoskapitány vezetésével. Bocskai István tatár csapatokkal megerősített hajdúseregei stájerországi portyázásuk alkalmával visszafelé jövet Szentgotthárd felé közeledtek, a hír hallatán Tieffenbach a monostort a templommal együtt a levegőbe röpíttette. A robbanás következtében a város is lángra kapott és majdnem teljesen leégett. Ezzel a ciszterci rend birtoklása és a szerzetesi élet végképp megszűnt, és megkezdődött a birtokért a harc a világi urak között. A pusztítás évtizedekig éreztette nyomait, mert a török háborúk alatt szinte semmit nem fejlődött a település. Ráadásul a vidéket gyakran kerülgették kanizsai török portyázók, az akindzsik, akik a kisebb falvak lakóit akcióikkal megfélemlítették és adózásra kényszerítették.

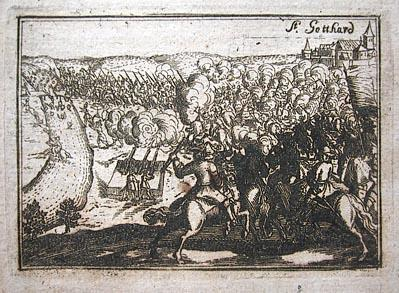
A szentgotthárdi csata

Ilyen körülmények között jutottak el az 1664-es esztendőhöz, amikor élethalálharcot vívott a nép a törökkel. Raimondo Montecuccoli vezetésével a Rába menti síkságon ütköztek meg a császári seregek a török haderővel. A csata augusztus 1-jén kezdődött el, s végül is az egyesített császári, birodalmi, francia csapatok győzelmével végződött. A hirtelen keletkezett nagy zápor nyomán megáradtak a folyók és elzárták a törökök visszavonulását. A török seregnek majdnem negyede a Rábába veszett, a csatatéren 16–20 000-ük holtteste hevert. A források szerint gazdag zsákmányt hagyva maguk mögött, a törökök dél felé menekültek. A Rába áradása miatt Montecuccoli lemondott a török sereg üldözéséről. Közben a törökök augusztus 5-éig rendezték soraikat, és még egy támadást kezdtek, ami szintén a vereségükkel végződött. Így folyt le a szentgotthárdi csata, amelynek révén a község neve bekerült a történelembe. De a töröktől Szentgotthárd és vidéke csak 1690 után szabadult meg véglegesen.

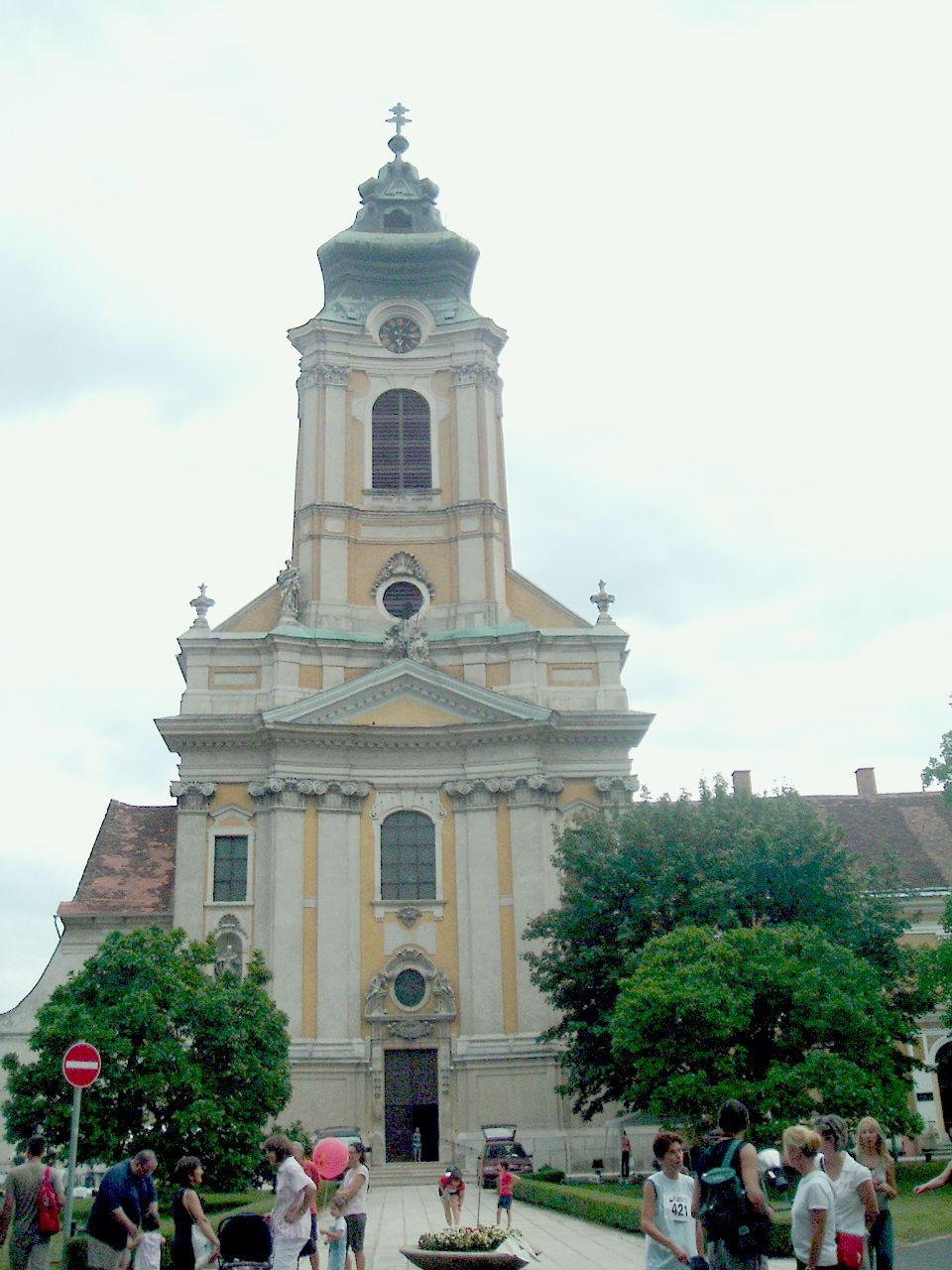
A Nagyboldogasszony-templom

Szentgotthárd mellett még egy jelentősebb ütközet ment végbe a Rákóczi-szabadságharc alatt: Vak Bottyán a Gotthárd és Nagyfalva (ma Mogersdorf) közti részen, a Rábánál nagy győzelmet aratott a Hannibal Heister vezette labancokon 1705. december 13-án. Egy évvel azelőtt a kurucuk egy másik csatát is nyertek Károlyi Sándor vezérletével, de ez nem volt olyan maradandó, mint Bottyáné.
A 18. században és a 19. század első felében tovább folyt a harc a terület birtoklásáért.
Erről az időszakról így ír Fényes Elek:
Híres e város gazdag apátságáról, mellyet III. Béla a zirczivel együtt 1183-ban a cisterciták számára alapított, s melly alapitásától kezdve mindig nevezetes és független vala. Azonban a mohácsi ütközet után lassan lassan elpusztulván, jószágait is 200 esztendőnél tovább hol világi, hol egyházi urak birták, miglen 1734-ben III. Károly ezeket a szerzetnek visszaadván, egyszersmind Ausztriában lévő szentkereszti apátsággal összekötötte.
A település ma is jellemző formája a 18. században kezdett kialakulni. A város magvát alkotó három major közepén, dombon épült barokk temploma ma is uralja az egész környéket. A templom és a kolostor építését 1740-ben kezdték, tervezője, Pilgram Ferenc Antal, bécsi művészcsalád sarja. A templom a harmadik legnagyobb barokk templom Magyarországon.
A templom és a környezet leírása Fényesnél:
A szerzet temploma igen szép, belseje 12 corinthiai oszlopon nyugszik, a nagy oltárt óriási márványzott oszlopok mellékezik, s magas mennyezetének pompás festése, kivált a sz.-gothárdi ütközet rajza valóban nézésre méltó. Az emeletes kolostornak csak egy négyszögü szárnya van kiépitve, s nevezetes benne a 3000 darabból álló könyvtár, és az apát lakásában szemlélhető történeti képek Dorfmeistertől. A kolostor mellett pedig láthatni egy veteményes, és egy mulató kertet, gyönyörű árnyékos séta-helyekkel. Ezen apátsághoz tartozik a sz.-gothárdi uradalom, melly magából a városból, és 29 helységből áll, s mind szelíd égaljára, mind nagy termékenységére, mind felséges vidékére nézve honunkban a legszebbek közé tartozik. Terem igen sikeres buzát, sok kukoriczát, rozsot, burgonyát, dohányt, hajdinát. Rétjei a Rába és Lapincs mellékein buja növésüek, s még ezen kivül a lóhere-, bükköny-termesztés divatban lévén, az állattenyésztés szépen virágzik. Erdeje bőséges. Szőlőhegyei nagy kiterjedésüek, s kedves asztali bort szolgáltatnak. Legjobb a várhegyen termett (Schlössel), a nagyfalvai határban, azután az ercsényi, badafalvai, krisztyáni, sat. Végre azon széles völgy, mellyet a Rába Stéjerországból bejöttében képez, hazánknak legbájolóbb vidékeivel vetélkedik. Balra a szép szőlőhegyeket, mosolygó réteket, kövér buzatermő földeket, csinos falukat, s azoknak hegyen fekvő tornyos templomait; jobbra pedig a komor fenyves erdőket, s formáikat minduntalan változtató hegysorokat, lehetetlen belső öröm s elragadtatás nélkül szemlélni.

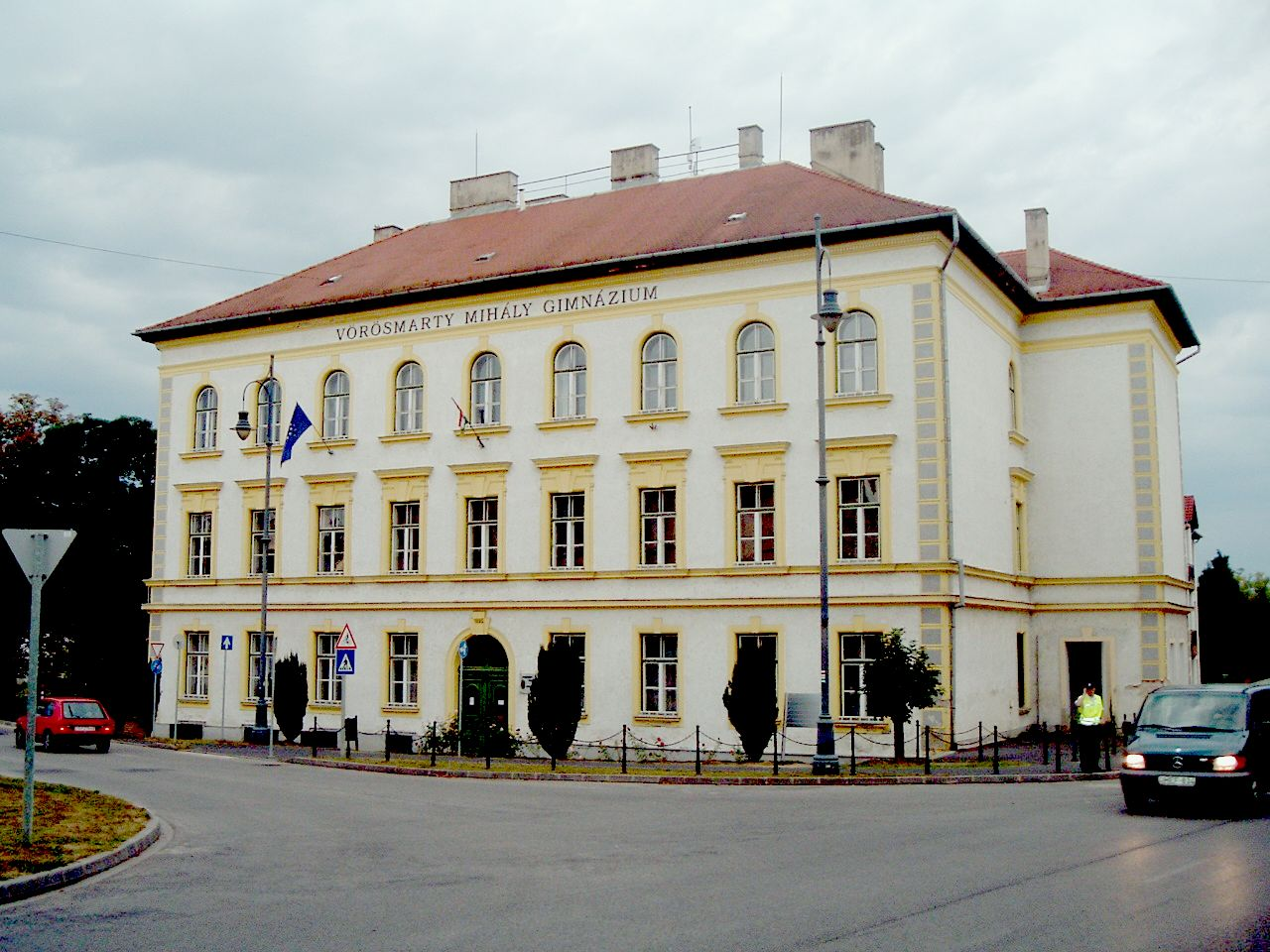
A Vörösmarty Gimnázium

1785-től kezdve szerepel Szentgotthárd mint járási székhely. Fejlődésében jelentős előrelépés történt 1873-ban, amikor megépült Graz felé a vasútvonal. 1893-ban megindul az oktatás az Állami Algimnáziumban (később Vörösmarty Mihály Gimnázium Archiválva 2008. január 6-i dátummal a Wayback Machine-ben). Ebben az időszakban a város sokat köszönhet Széll Kálmán lokálpatriotizmusának, aki a szentgotthárdi járás fejlődését szívügyének tekintette.
Az első világháború végégig a város töretlenül fejlődött, ezt követően a területi veszteségek komoly kihatással jártak a település életére. A fejlődés megtorpant, sőt a második világháború után komoly visszalépések sora kezdődött meg, amely a gazdasági élet mellett szellemi területen is éreztette hatását. A város elveszítette járási székhely rangját, emiatt megszűnt benne többek között a bíróság is.
A Klekl József vezette szlovén politikai frakciók Szlovenszka krajina néven szerettek volna autonóm, vagy önálló államot létrehozni a területen, amelybe Szentgotthárdot is be akarták kapcsolni, amely gazdaságilag és közigazgatásilag a ciszterek óta fontos központjuk volt a szlovéneknek, ezért a krajinai szerves részét képezte volna. A Vendvidék Jugoszláviához való csatolásáért folytatott tárgyalásokon Belgrád államához csatolta volna a várost és a környékbeli szlovén falvakat, míg a magyar többségű Alsólendvát meghagyta volna Magyarország számára.
1919-ben Muraszombatban Tkálecz Vilmos proklamálta az ún. Vendvidéki Köztársaságot, vagy más néven Murai köztársaságot, amely alapokmányában területe részének nyilvánította Szentgotthárd települést és környékét, ahogy Klekl is szerette volna csatlakoztatni. Szentgotthárdon azonban olyan jelentős katonai erők állomásoztak, hogy a Mura köztársaság északi régióban állomásozó fegyveresei egyelőre nem akarták megkísérelni a megszállását és biztosítását, de nem tettek le megszerzéséről sem. Néhány nap múlva a Magyar Vörös Hadsereg megszállta a köztársaság területét és ebben a szentgotthárdi katonaság is segédkezett.
A 20. század nyolcvanas éveiben kezdődött a politika enyhülésének hatására a város újabb fellendülése, aminek fontos állomása volt, hogy a monostor alapításának 800. évfordulóján a település városi rangot kapott. Ezzel egy időben csatolták Szentgotthárdhoz Rábatótfalut, Rábafüzest, Máriaújfalut, Farkasfát és Jakabházát. A város 1996-ban Hild János-díjat kapott.

## Közélete

### Polgármesterei
- 1990–1994: Bauer Károly (független)[5]
- 1994–1998: Bauer Károly (független)[6]
- 1998–2002: Bauer Károly (független)[7]
- 2002–2006: Viniczay Tibor György (független)[8]
- 2006–2010: Viniczay Tibor György (független)[9]
- 2010–2014: Huszár Gábor (független)[10]
- 2014–2019: Huszár Gábor (Fidesz-KDNP)[11]
- 2019–2024: Huszár Gábor (Fidesz-KDNP)[12]
- 2024– : Huszár Gábor (Fidesz-KDNP)[1]

## Gazdaság
Gazdasági életében döntő tényező volt a 19. század második felében megindult iparosodás. Iparosai közül első helyen említjük a molnárokat, a tímárokat, a lábbelikészítőket, kovácsokat és bognárokat.
A 19–20. század fordulóján a város gazdasága dinamikus fejlődésnek indult, új üzemek sora kezdte meg a működését:
- Magyar Királyi Dohánygyár, 1894. (épületében napjainkban Szociális Otthon működik)
- Első Magyar Óragyár Részvénytársaság, 1896. (épületében jelenleg Rehabilitációs Kórház működik)
- Téglagyár, 1896 (a 20. század végén felszámolták)
- Bujatti-féle Selyemszövőgyár, 1899. (ma is üzemel)
- Szentgotthárdi Első Magyar Kasza- és Sarlógyár, 1902. (utódvállalata jelenleg felszámolás alatt)

Az első világháború után fejlődése megtorpant, sok olyan község került Ausztriához illetve Jugoszláviához, amelyekből az itteni gyárak munkáslétszámának jelentős hányada került ki. A járás területéhez kapcsolták a volt Muraszombati járás Magyarországon maradt községeit is.
A második világháború után, a kommunista hatalomátvételt követően a város visszafejlesztése kezdődött meg, amit az osztrák és a jugoszláv határ közelsége indokolt. A határsáv és a határokra telepített műszaki zár szinte teljesen elzárta a várost a külvilágtól. A nagyobb ipari üzemek közül csupán a Selyemgyár (Magyar Selyemipari Vállalat Szentgotthárdi Szövőgyára) és a Kaszagyár (a Rába MMG gyáregysége) működött tovább, bár korábbi önállóságukat a „szocialista” iparszervezésnek köszönhetően elveszítették. Hozzájuk a Nyugat-magyarországi Fagazdasági Kombinát (később Falco) helyi üzeme zárkózott fel, a nagyobb munkaadók sorába.
A rendszerváltást követően a gazdaság szerkezete ismét jelentősen átalakult. A selyemgyár privatizációját követően a textilipar ma is működik (Lurotex Archiválva 2008. január 3-i dátummal a Wayback Machine-ben , Sariana), de jelentősége erősen visszaesett. A kaszagyár és a Falco bezárta kapuit. Az 1990-es évek elejétől új gyárak települtek a városba. Ezek közül a legfontosabb az 1992 óta üzemelő General Motors Powertrain-Magyarország Kft., amely a kistérség legnagyobb munkaadója (2007-ben 711 fő). Mellette, ugyancsak a helyi ipari parkban a Vossen Hungaria és a Trefilarbed Hungary (az Arcelor-Mittal csoport tagja) számít a nagyobb cégek körébe, a fentieken kívül több kisebb létszámú vállalkozás is működik itt. Az ipar súlya a város gazdaságában jelenleg kb. 60%.
2021. június 3-ától gyorsforgalmi úton is elérhető, miután átadták az M80 autóút első szakaszát.

## Közintézmények
Az önkormányzat által üzemeltetett oktatási intézmények a Szentgotthárdi Oktatási Intézmény keretein belül működnek. Ezek a Vörösmarty Mihály Gimnázium, a III. Béla Szakképző Iskola és Kollégium, az Arany János Általános Iskola és a Széchenyi István Általános Iskola. Alapfokú zenei képzés is folyik a városban.
A közművelődést, a művészeti csoportok életét a Pannon Kapu Egyesület szervezi. A városban nemzetiségi (német és vend) művészeti csoportok is aktívan működnek.
Szentgotthárd a magyarországi szlovének egyik központja, otthont ad egyebek közt a Szlovén Kulturális és Információs Központnak, a Porabje című nemzetiségi hetilap szerkesztőségének.
A térség néprajzi és helytörténeti emlékeit a Pável Ágoston Múzeum (a múzeum létrehozását Gáspár Károly volt gyűjteménye alapozta meg) mutatja be.
Filmszínházának felépítését 1913-ban kezdeményezte a helyi óragyár két alkalmazottja, ezt követően az óragyári dolgozók saját kezükkel építették fel azt. Megnyitása óta a mozi működése soha nem szünetelt, így a XXI. század elejére egyike lett az ország mindössze tucatnyi olyan mozijának, amelyek évszázados múlttal rendelkeznek. 2013. decemberétől a filmszínház Csákányi László színművész nevét viseli.

## Népesség
A település népességének változása:
| Lakosok száma | 8787 | 8834 | 8864 | 8834 | 8312 | 8285 | 8287 |
|               | 2013 | 2014 | 2018 | 2021 | 2022 | 2023 | 2024 |

A 2011-es népszámlálás során a lakosok 85,7%-a magyarnak, 7,4% szlovénnek, 4,3% németnek, 0,6% cigánynak, 0,2% románnak mondta magát (14% nem nyilatkozott; a kettős identitások miatt a végösszeg nagyobb lehet 100%-nál). A vallási megoszlás a következő volt: római katolikus 63,3%, református 3,6%, evangélikus 1,9%, felekezet nélküli 6,6% (23,7% nem nyilatkozott).
2022-ben a lakosság 87%-a vallotta magát magyarnak, 7,6% szlovénnek, 3,3% németnek, 0,6% cigánynak, 0,6% románnak, 0,4% ukránnak 0,2% szerbnek, 2% egyéb, nem hazai nemzetiségűnek (12,1% nem nyilatkozott; a kettős identitások miatt a végösszeg nagyobb lehet 100%-nál). Vallásuk szerint 51,5% volt római katolikus, 3,2% református, 1,7% evangélikus, 0,6% ortodox, 0,2% görög katolikus, 0,5% egyéb keresztény, 1,2% egyéb katolikus, 6,3% felekezeten kívüli (34,7% nem válaszolt).

## Nevezetességek, látnivalók

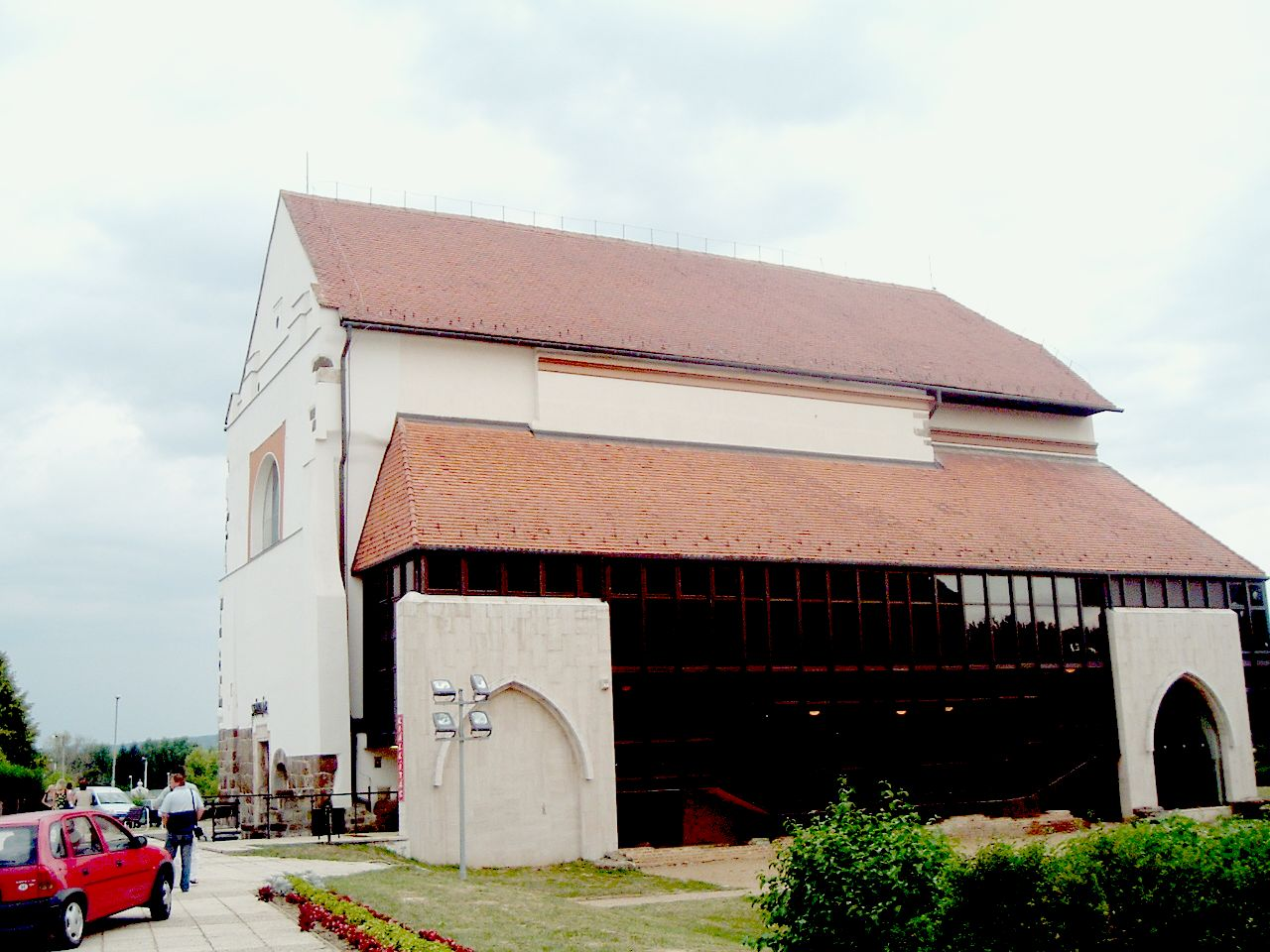
A színház épülete

- Nagyboldogasszony-templom (Szentgotthárd) (volt ciszterci apátsági templom)[19]
- Barokk kert
- Szentgotthárdi Kaszagyár farkaskalapácsai (ipari műemlék)
- Pável Ágoston Múzeum[20]
- Színház (volt Magtártemplom)
- Temetőkápolna
- Mindenszentek plébániatemplom (kethelyi városrész)
- Szent Flórián kápolna (Szentgotthárd-Rábatótfalu)
- Kötényes harangláb (Szentgotthárd-Farkasfa)
- Hársas-tó
- Református Templom
- Evangélikus templom
- Brenner kápolna
- St.Gotthard Spa&Wellness – Strandfürdő

## Híres emberek
- Brenner János ciszterci szerzetest, az 1956-os forradalom utáni egyházüldözés vértanúját itt ölték meg 1957-ben, Zsida és Kethely városrészek határában.
- Brenner Tóbiás jogász, Szombathely főjegyzője, majd polgármestere Szentgotthárdon született.
- Csákányi László színész. Jászai Mari-díjas, Érdemes- és Kiváló Művész. A szentgotthárdi gimnáziumban érettségizett; 2013. decemberétől a szentgotthárdi filmszínház névadója.[16]
- Drávecz Alajos (szlovénül Alojz Dravec) magyarországi szlovén néprajzi író Szentgotthárd mellett született (szülőfaluja: Rábatótfalu, ma a város része)
- Földes György (1885-1977) író, földbirtokos.
- Gécsek Tibor kalapácsvető. Európa-bajnok, olimpikon (1988: 6. hely, 1992: 4. hely) Szentgotthárdon született.
- Gömbös László szobrász. Szentgotthárdon érettségizett a gimnáziumban. Művei Szentgotthárdon: III. Béla emlékszobor 1983, Arany János mellszobra 1989, Háborús emlékmű 1990, Történelmi emlékhely 1991. Az országban nagyon sok helyen van még köztéri alkotása.
- Kerecsényi Dezső (1898–1945) irodalomtörténész, kritikus, irodalompedagógus, az MTA tagja Szentgotthárdon született.
- Kornis Elemér (1890–1953) földbirtokos, országgyűlési képviselő az akkor még önálló, ma Szentgotthárdhoz tartozó Jakabházán született.
- Kuntár Lajos újságíró, művelődéstörténész, könyvtáras, pedagógus. Két kötetet is szerkesztett (részben írt) a városról; Szentgotthárd díszpolgára.
- Pars Krisztián kalapácsvető, olimpikon, (2004: 5. hely, 2008: 2. hely, 2012: olimpiai bajnok) Szentgotthárdon született.
- Pavlics Irén (szlovénül Irena Pavlič)  magyarországi szlovén újságírónő, írónő, a Szlovén Nemzetiségi Önkormányzat egyik munkatársa, a Porabje újság szerkesztője. Szentgotthárd mellett született (szülőfaluja: Rábatótfalu, ma a város része)
- Kapitány Ágnes magyar szociológus, kulturális antropológus Szentgotthárdon született.
- Pável Ágoston néprajztudós, nyelvész, költő, író, műfordító, tanár, a szentgotthárdi gimnáziumban érettségizett és rövid hosszabb ideig élt többször is Szentgotthárdon.
- Rogán Antal politikus. Országgyűlési képviselő. A szentgotthárdi gimnáziumban érettségizett.
- Szabó Miklós karnagy a Győri Leánykar alapítója és kórusvezetője Szentgotthárdon született.
- Széll Kálmán politikus. Magyarország miniszterelnöke 1899-től 1903-ig, a Szentgotthárdi járás országgyűlési képviselője, Szentgotthárd elkötelezett támogatója.
- Tánczos Tibor Jászai Mari-díjas magyar színész, Szentgotthárdon született, 1923. február 24-én
- Hirnök József magyarországi szlovén politikus, Szentgotthárdon született, 1957. május 26-án

## Média

### Televízió
- Gotthárd TV

### Internet
- 9970.hu – Szentgotthárd lakosságának független közéleti és kulturális portálja

### Rádió
- Radio Monošter – FM 106.6 MHz, 97.7 MHz

Műsor a Vas megyei szlovén kisebbség számára. Adásidő hétfőtől vasárnapig 12:00-16:00

## Testvérvárosai
- Walldürn, Németország
- Delle, Franciaország
- Petrilla, Románia
- Tarvisio, Olaszország
- Izola, Szlovénia